# Sunil Mittal

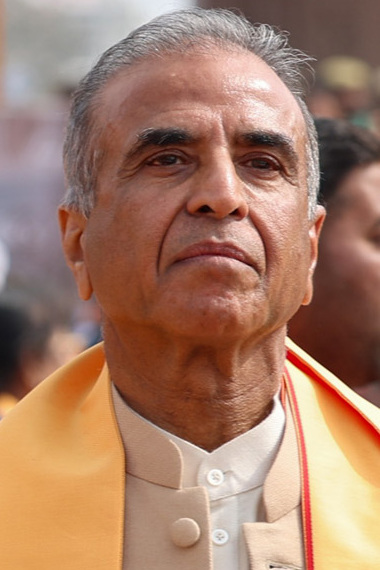
Sunil Mittal

Sunil Bharti Mittal (* 23. Oktober 1957 in Ludhiana) ist ein indischer Unternehmer und Milliardär.

## Leben
Sein Vater war der hinduistische Politiker Sat Pal Mittal. Mittal besuchte die Wynberg Allen School in Masuri, die Scindia School in Gwalior und studierte an der University of the Punjab in Chandigarh. 
Er ist Vorsitzender des indischen Telekommunikationsunternehmens Bharti Airtel. Nach Angaben des US-amerikanischen Forbes Magazine gehört Sunil Mittal zu den reichsten Indern. Er ist verheiratet und hat drei Kinder. Mittal lebt mit seiner Familie in Delhi.

## Preise und Auszeichnungen (Auswahl)
- Padma Bhushan, 2007
- Weltwirtschaftlicher Preis, 2009